# سید محمدولی قرنی
سید محمدولی قرنی (۱ فروردین ۱۲۹۲ – ۳ اردیبهشت ۱۳۵۸) فرمانده نظامی و سرلشکر اهل ایران بود که از ۲۳ بهمن ۱۳۵۷ تا ۷ فروردین ۱۳۵۸ به‌عنوان نخستین رئیس ستاد مشترک ارتش جمهوری اسلامی ایران فعالیت می‌کرد.
قرنی در سال ۱۳۰۹ وارد دانشکدهٔ افسری شد. در زمان نخست‌وزیری محمد مصدق، محمدتقی ریاحی او را به اتهام مخالفت با مصدق از سمتش برکنار کرد. پس از کودتای ۲۸ مرداد، شاه عمدهٔ افسرانی که گمان می‌رفت ارتباطاتی با اعضای جبههٔ ملی یا حزب توده داشتند را تصفیه کرد و به‌جای آن‌ها تعداد زیادی از افسران را با ارتقاء درجه به مناصب گوناگونی گمارد. قرنی نیز به ریاست رکن دوم ارتش شاهنشاهی رسید. در مهرماه سال ۱۳۳۶ موفق به اخذ درجهٔ سرلشکری شد، که این امر نشانگر اعتماد محمدرضا پهلوی به او تا این تاریخ است. ولی کمتر از یک سال بعد در اسفند ۱۳۳۶ در پی کشف طرح کودتا علیه شاه دستگیر و پس از محاکمه و سه سال زندان از ارتش اخراج شد. اگرچه او با عنوان دخالت در امور سیاسی متهم گردید و دستگاه تبلیغاتی پهلوی از اشاره به کودتا در بدنهٔ ارتش به‌شدت پرهیز می‌کرد.
او پس از آزادی آشکارا روابط خود را با چهره‌های مخالف حکومت پهلوی نظیر سید محمدهادی میلانی و طالقانی افزایش داد. در جریان وقایع ۱۵ خرداد ۱۳۴۲ وی مجدداً دستگیر و سه سال را در زندان‌های قزل‌حصار و قصر سپری کرد. پس از آزادی، ساواک فعالیت‌های وی را شدیداً تحت نظر گرفت و ارتباطاتش را بسیار محدود کرد.
قرنی در روزهای نخست انقلاب ۱۳۵۷، بار دیگر وارد کارزار شد و به انقلابیون پیوست و ریاست جناح نظامی شورای انقلاب را برعهده گرفت. او پس از وقوع انقلاب و سقوط حکومت شاه، به ریاست ستاد مشترک ارتش منصوب شد ولی به علت اختلاف با کابینهٔ دولت موقت استعفا داد و برکنار شد. محمدولی قرنی یک ماه پس از استعفا در ۳ اردیبهشت ۱۳۵۸ به ضرب گلولهٔ چند تن از اعضای گروه فرقان در خانه‌اش ترور شد.

## کودکی و نوجوانی
محمدولی قرنی در سال ۱۲۹۲ در تهران و در خانواده‌ای متوسط زاده شد. پدرش را که یکی از مدیران ادارهٔ مخابرات تهران بود، در ۱۰ سالگی از دست داد، از آن پس در کنار مادرش زندگی سختی را آغاز کرد. تحصیلات ابتدایی را در دبستان گلبهار اصفهان به اتمام رساند و پس از یک سال، تحصیلات متوسطهٔ خود را در دبیرستان دارالفنون تهران آغاز و در دبیرستان نظام (دبیرستان ارتش) به پایان رساند. در سال ۱۳۰۹ وارد دانشکدهٔ افسری ارتش «مدرسه صاحب منصبی» دورهٔ دهم و در سال ۱۳۱۱ با درجهٔ ستوان دومی در رشتهٔ توپخانه فارغ‌التحصیل شد.

## دوران حکومت پهلوی
محمدولی قرنی پس از فارغ‌التحصیلی از دانشکدهٔ افسری در دو واحد توپخانه خدمت کرد و در سال ۱۳۲۳ به دانشکدهٔ ستاد کل ارتش فرستاده و از پی آن به ریاست ادارهٔ دوم ارتش منصوب شد. وی در سال ۱۳۲۹ به درجهٔ سرهنگی ترفیع یافت و به فرماندهی پادگان رشت منصوب شد. در زمان نخست‌وزیری محمد مصدق، به اتهام مخالفت با نخست‌وزیر وقت، از سمتش برکنار شد. به هنگام کودتای ۲۸ مرداد، وی حضور مستقیمی در کودتا نداشت، اما پس از پاکسازی ارتش از اعضای وابسته به جبههٔ ملی، وی که در زمان مصدق به اتهام مخالفت با او برکنار شده بود، جزء افسران وفادار به شاه تلقی شد و به سرعت ارتقا درجه یافت. در مهرماه سال ۱۳۳۶ موفق به اخذ درجهٔ سرلشکری شد، که این امر نشانگر اعتماد محمدرضا پهلوی به او تا این تاریخ است. مارک گازیوروسکی، مؤلف کتاب «سیاست خارجی آمریکا و شاه: ایجاد دولتی وابسته در ایران» گرایش‌های فکری قرنی در دههٔ ۱۳۳۰ خورشیدی را بسیار متفاوت با شاه و دیگر افسران ارتش بیان می‌دارد. او که تا سال ۱۳۳۶ از چهره‌های مرموز و پر نفوذ اطلاعاتی در بدنهٔ سیاسی-نظامی کشور به‌شمار می‌رفت، با شکل‌دادن شبکه‌ای از افسران با گرایش‌های ضد شاهنشاهی، به اتهام طرح کودتا علیه رژیم در اسفندماه سال ۱۳۳۶ بازداشت شد.
با وجود جرائم سنگینی که به وی نسبت داده شد و علی‌رغم اظهارات دادستان ارتش سپهبد آزموده که اقدام او را خطرناک‌تر از توطئهٔ سازمان نظامی حزب تودهٔ ایران توصیف کرده بود، تنها به سه سال زندان و اخراج از ارتش محکوم شد. قرنی در دی ماه ۱۳۳۹ مورد عفو قرار گرفت و از زندان آزاد شد.

### کودتا علیه شاه
او در آن دوره قصد داشت کودتایی را با حمایت آمریکا بر ضد محمدرضا پهلوی اجرا نماید. در مورد چگونگی لو رفتن کودتا منابع مختلف روایت‌های متفاوتی ذکر کرده‌اند. برخی افسران ارشد نظامی از جمله سپهبد تیمور بختیار، سپهبد حاج‌علی کیا و سپهبد مهدی‌قلی علوی مقدم را که رقابت‌های شدیدی با وی داشتند مسؤول این کار می‌دانند. به عقیدهٔ گروهی دیگر دستگاه‌های اطلاعاتی آمریکا به دلیل نشان دادن حسن نیت خود به شاه این اطلاعات را افشا نموده‌اند. نظریهٔ بعدی نیز دستگاه‌های امنیتی انگلستان یا شوروی را به علت جلوگیری از بروز یک کودتای آمریکایی در ایران عامل لو رفتن کودتا می‌داند. منابع منتشر شدهٔ آمریکایی ضمن تأیید اطلاع داشتن آمریکا از نقشهٔ کودتا، افشای این اطلاعات از سوی آمریکا را رد می‌کند. یکی از برجسته‌ترین تحلیل‌ها راجع به کودتای ناکام قرنی آن است که ایالات متحده با طرح‌ریزی این برنامهٔ کودتا، می‌توانست شاه را از وجود یک اپوزیسیون قدرتمند هراسناک کرده و او را نسبت به انجام اصلاحاتی که مانع از سقوط حکومت پهلوی و بر سر کار آمدن دولتی بی‌طرف یا حامی شوروی گردد، تحریک کند.
در نهایت با لو رفتن کودتا وی به سه سال حبس محکوم شد. منصور قدر گفته است خیانت او به شاه به دلیل عقیده و ایدئولوژی خاصی نبوده است بلکه به دلیل جاه طلبی و منفعت طلبی وی بوده است که به محض برکناری از مقام، بروز کرده است.
پس از آزادی از زندان از آمریکا قطع امید کرده و به چهره‌های ملی-مذهبی همچون سید محمود طالقانی، نهضت آزادی و سید هادی میلانی نزدیک می‌گردد که این امر موجب دستگیری مجدد وی شد. وی این بار قریب ۹ ماه در زندان انفرادی به سر برد و مجدداً در دادگاه نظامی به سه سال زندان محکوم شد. پس از آزادی از زندان در این مرحله، زندگی مادی وی به‌شدت متشنج و ضعیف می‌گردد. وی از آن زمان به بعد تحت کنترل شدید ساواک قرارگرفت.

همسر سپهبد محمدولی قرنی در مصاحبه‌های پس از ترور همسرش گفته بود:
«سپهبد قرنی در زمان شاه و نظام طاغوت تا درجه سرلشکری ارتقاء یافت، اما زمانی که متوجه اسلام‌زدایی و ستمکاری شاه و جنایات و خیانت‌های آمریکا در ایران شد، به تمام مزایای مادی و منزلت سرلشگری پشت پا زد.»

## انقلاب ۱۳۵۷
در اواخر سال ۱۳۵۶ و اوایل ۱۳۵۷ که آغاز جنبش انقلابی مردم بود، قرنی هنوز رابطهٔ خود را با سید محمود طالقانی و نهضت آزادی و روحانیون مخالف حفظ کرده بود. او پس از انقلاب ۱۳۵۷ به اتفاق دیگر امیران و افسران ملی، جناح نظامی شورای انقلاب را تشکیل می‌دهد برخی از افسران این شورا عبارت بودند از: سرلشکر ناصر فربد (ریاست شورا)، سرهنگ نصرالله توکلی، سرهنگ عزت‌الله ممتاز، سرتیپ حمید ایران‌نژاد.
روز ۲۲ بهمن ۱۳۵۷ با پیروزی انقلاب و آغاز به کار دولت موقت، بنا به پیشنهاد جناح نظامی انقلاب، سرلشکر قرنی در سمت نخستین رئیس ارتش ملی اسلامی ایران پس از انقلاب قرار گرفت. او همزمان به عضویت در شورای انقلاب انتخاب می‌شود. قرنی از ۲۳ بهمن ۱۳۵۷ تا ۷ فروردین ۱۳۵۸ به عنوان رئیس ستاد مشترک ارتش فعالیت می‌کند.
ناآرامی‌های کردستان در زمان او آغاز شد و او در این قضیه با تصمیم‌گیری به موقع توانست جلوی پیشروی مخالفان انقلاب را بگیرد. در همین دوران گروه‌های چپ مانند حزب توده، مجاهدین خلق و چریک‌های فدائی خلق در موضع جبههٔ دموکراتیک ملی ایران خواستار انحلال ارتش و تغییرات در آن بودند که از این‌رو برای بازسازی ارتش و نگهداری آن فضای بسیار تندی را رقم زده و مانع از انجام وظایف در ارتش می‌شدند.
سرلشکر قرنی در پاسخ به این نظرات در مصاحبه‌ای اظهار داشت که اگر ارتش ملی را به هر وسیله تضعیف کنند، استقلال ملی و تمامیت ارضی کشور به خطر می‌افتد: «در ارتش شکلی به وجود می‌آورم که دشمنان کشور نتوانند کوچک‌ترین لطمه‌ای به ایران وارد کنند. ارتش بر مبنای ایدئولوژی اسلامی و عدل، باید به تدریج و با مرور زمان صورت بگیرد. ارتش ایران سابقهٔ ۴۳ ساله دارد که شاهد تخلفات افراد گوناگون بوده‌است و به همین منظور پاکسازی‌هایی صورت گرفته‌است و این روند، برای اصلاح و سالم ماندن ارتش همچنان ادامه خواهد داشت.»

## استعفا از ریاست ستاد ارتش
سرلشکر شادمهر که در دوران ریاست سپهبد قرنی بر ستاد کل ارتش، قائم مقامی او را بر عهده داشت دربارهٔ چگونگی استعفا و برکناری قرنی می‌گوید:
«یک روز به من گفت استعفای من را بنویس. من که موقعیت او را درک می‌کردم برایش نوشتم. استعفای خود را به قم نزد امام راحل (ره) برد. امام استعفای او را گرفت و گفت خیر شما بفرمایید سرکارتان. چند روز بعد بازرگان ایشان را به دفتر خود دعوت کرد و گفت می‌خواهم شما را به عنوان سفیر به اسپانیا بفرستم. سرلشکر قرنی در پاسخ گفته بود اتفاقاً زمان شاه هم همین مسئولیت و همین کشور را برای من در نظر گرفته بودند که من نپذیرفتم. بازرگان گفته بود اگر بگویم استعفایت را قبول کرده‌ام چه فرمایش داری؟ گفته بود من که به شما استعفا ندادم؛ من به امام استعفا دادم؛ بازرگان گفته بود اگر بگویم که امام استعفای شما را پذیرفته‌است چه فرمایش داری که سرلشکر قرنی با شنیدن این حرف از همان دفتر بازرگان به من تلفن کرد و گفت من رفتم منزل دیگر نمی‌آیم؛ من هم بلند شدم از ستاد بیرون آمدم. می‌خواستند برای من ماشین بیاورند گفتم نمی‌خواهم و با تاکسی به منزل رفتم.»
در بخشی از استعفانامهٔ او آمده: «معاون نخست‌وزیر انقلاب که خود را واضع مقررات و مالک‌الرقاب می‌داند بدون آنکه بداند ارتش چه موقعیت و چه امکاناتی دارد و متأسفانه بدون اینکه حتی اینجانب را طرف مشورت قرار دهد، هر روز دستوراتی صادر می‌نماید که ارتش بایستی شاهد لطمه‌ای دیگر بر روحیات افسران و افراد خود و افتادن مقداری سلاح و مهمات و مال و منال به دست افراد ناصالح و وابسته به خارجیان باشد و… وزیر دفاع بدون مشورت و نظرخواهی از اینجانب و خارج از وظایف خود می‌رود و از رادیو و تلویزیون و مطبوعات نسنجیده می‌گوید که سربازان فروردین مرخص و بالنتیجه تعداد معدودی که ارتش با خون دل به سربازخانه‌ها کشانده بود، نگهداری سربازخانه‌ها را رها کرده و به موطن خود می‌روند و شب هنگام عناصر توده‌ای وابسته به سیاست‌های خارجی با کامیون‌ها به سربازخانه‌ها می‌روند و باقیماندهٔ اسلحه و مهمات را بار کرده و به خارج از شهر می‌برند… دولت بدون مشورت با ارتش و آگاه‌ترین مرجع ارزیابی کردستان، نمایندگانی را به آنجا می‌فرستد که با ورود آن‌ها و اولین سخن‌پراکنی که می‌کنند مردم را به پادگان مهاباد ریخته و غارت می‌کنند و در جلوی همین هیئت فرمانده پادگان را گلوله‌باران می‌کنند.»

## ترور

خبر ترور محمدولی قرنی در روزنامه اطلاعات

محمدولی قرنی در ۳ اردیبهشت ۱۳۵۸ به دست گروه فرقان در خانه‌اش در خیابان ولی‌عصر تهران ترور شد. از حمید نیکنام و همفکرانش به عنوان ضارب و عامل ترور نام برده می‌شود. آرامگاه او در قم و در حرم فاطمهٔ معصومه است. او از نخستین قربانیان پس از پیروزی انقلاب است. خیابانی در تهران و چند شهر دیگر به نام او نام‌گذاری شده‌است.روایت محسن شجاعی، راننده و محافظ سپهبد قرنی، که تنها شاهد ماجرا بوده، از نحوهٔ ترور وی به ضرب گلولهٔ حمید نیکنام در کتاب «مرزبان؛ زندگی‌نامه شهید قرنی» این گونه آمده‌است: 
«یک روز متوجه شدم یک گروه نقاش به خانه ایشان آمده تا جاهایی از منزل را رنگ کند. به نقاش گفتم: شما که دارید اینجا کار می‌کنید، مواظب باشید که یک‌وقت در حیاط را باز نکنید. کُلتم کنارم بود و لب حوض نشسته بودم. یکی از نقاش‌ها روی نردبان بود و دیگری هم داشت نقاشی می‌کرد. یک پسربچه هم همراهشان بود که سطل‌ها را تمیز می‌کرد.
تیمسار یک سینی چای آورد. گفتم: این‌ها که بالا نشسته‌اند، مدام دارند ما را کنترل می‌کنند؛ منظورم کسانی بودند که از بالکن یکی از اتاق‌های هتل واقع در روبه‌روی خانه مشرف بودند. تیمسار قرنی گفت: تو چقدر به این‌ها گیر می‌دهی… حدود ۸:۳۰ و ۹ صبح بود، همین‌طور که داشتیم چای می‌خوردیم در خانه را زدند، تا من بلند شوم که در را باز کنم، پسربچه‌ای که کمک نقاش‌ها بود، بی‌اختیار دوید و در را باز کرد. تا من بیرون برسم، یکی از فرقانی‌ها، اسلحهٔ کلاشینکف را زیر گلویم گذاشت. کُلتم که کالیبر ۴۵ داشت را از من گرفت و با ضربه‌ای خشابش را بیرون پراند و خشاب را گوشه باغچه انداخت و کُلتم را پرتاب کرد طرف دیگر حیاط…

مهاجمین مرا هُل دادند و به رویم رگبار بستند، من هم اشهدم را خواندم و به دیوار چسبیدم. فقط مدام می‌گفتم: تو را به خدا به تیمسار کاری نداشته باشید، آدم خوب و خیرخواهی است. گفتند: ساکت شو حرف نزن و بعد داخل خانه دویدند. دو تیر شلیک کردند و سوار موتور شدند و به سرعت از محل رفتند….
دو گلوله به سینه و پای قرنی اصابت کرده بود. پیکر وی با وانتی به بخش جراحی بیمارستان مهر منتقل شد اما سرلشکر قرنی چند لحظه بعد از انتقال به بخش جراحی درگذشت.»

## بزرگداشت
پس از ترور قرنی، سید روح‌الله خمینی با صدور اعلامیه‌ای مراتب تأثر و تسلیت خود را ابراز داشت و خواستار خاکسپاری او در کنار عبدالکریم حائری یزدی واقع در حرم فاطمهٔ معصومه شد. روح‌الله خمینی پس از ترور او بارها به تمجید از او پرداخت و چندین بار نقل قولی از او پیرامون خنثی کردن توطئه‌ای نامشخص توسط دست‌های خالی بیان داشت.
این آخر که این‌ها حمله کردند و خواستند کودتا کنند و نقشه کشیدند تمام سران قوم را از بین ببرند، قرنی خدا رحمت کند او را، گفت جنگ بین مردم و قوای شاه مخلوع سه ساعت و نیم طول کشید و با سه ساعت و نیم، مشت‌ها به تانک و توپ‌ها غلبه کرد.— سید روح‌الله خمینی، کوثر، جلد دوم، ص ۶۴۹
سالروز ترور قرنی هر ساله توسط ارتش جمهوری اسلامی با عنوان «سالگرد شهادت نخستین رئیس ستاد مشترک ارتش جمهوری اسلامی ایران» برگزار می‌شود.
خیابانی با نام خیابان شهید سپهبد قرنی در محلهٔ فیشرآباد شهر تهران و خیابانی دیگر به همین نام در اصفهان به افتخار او نام‌گذاری شده است.